# Puccinia magnusiana
Puccinia magnusiana ist eine Ständerpilzart aus der Ordnung der Rostpilze (Pucciniales). Der Pilz ist ein Endoparasit von Hahnenfußgewächsen sowie von Süßgräsern des Tribus Arundineae. Symptome des Befalls durch die Art sind Rostflecken und Pusteln auf den Blattoberflächen der Wirtspflanzen. Sie ist weltweit verbreitet.

## Merkmale

### Makroskopische Merkmale
Puccinia magnusiana ist mit bloßem Auge nur anhand der auf der Oberfläche des Wirtes hervortretenden Sporenlager zu erkennen. Sie wachsen in Nestern, die als gelbliche bis braune Flecken und Pusteln auf den Blattoberflächen erscheinen.

### Mikroskopische Merkmale
Das Myzel von Puccinia magnusiana wächst wie bei allen Puccinia-Arten interzellulär und bildet Saugfäden, die in das Speichergewebe des Wirtes wachsen. Die Aecien wachsen verstreut auf den Blättern des Wirts und besitzen 23–26 × 21–23 µm große Aeciosporen mit runzliger Oberfläche. Die gelbbraunen Uredien des Pilzes wachsen beidseitig auf den Blattoberflächen der Wirtspflanze. Ihre farblosen bis braungelblichen Uredosporen sind langellipsoid bis oval, 26–35 × 16–19 µm groß und fein stachelwarzig. Die beidseitig wachsenden Telien sind schwarzbraun, früh unbedeckt und kompakt. Die haselnussbraunen Teliosporen sind zweizellig, variabel geformt und 42–56 × 15–24 µm groß; ihre Stiele sind hyalin bis bräunlich und bis zu 95 µm lang.

## Verbreitung
Das bekannte Verbreitungsgebiet von Puccinia magnusiana umfasst die gesamte Welt.

## Ökologie
Die Wirtspflanzen von Puccinia magnusiana sind für den Haplonten Hahnenfußgewächsen und für den Dikaryonten Süßgräser des Tribus Arundineae (Pfahlrohr und Phragmites-Arten). Der Pilz ernährt sich von den im Speichergewebe der Pflanzen vorhandenen Nährstoffen, seine Sporenlager brechen später durch die Blattoberfläche und setzen Sporen frei. Die Art verfügt über einen Entwicklungszyklus mit Telien, Uredien, Spermogonien und Aecien und macht einen Wirtswechsel durch.